# Creoleon elegans
Espèce
Creoleon elegans est une espèce d'insectes névroptères de la famille des Myrmeleontidae, de la sous-famille des Myrmeleontinae et de la tribu des Nemoleontini. Elle est trouvée en Iran.